# Маствейк
Маствейк (нід. Mastwijk) — село в нідерландській провінції Утрехт. Входить до муніципалітету Монтфорт.
Його площа становить 5,89 км², а населення станом на 2021 рік складало 460 осіб.
Перша згадка про населений пункт датується 1217 роком.